# Constantin Stuchlík
Constantin Stuchlík, křtěný Constantin Robert Sergius, uváděn rovněž Konstantin (21. července 1877 Praha - 12. dubna 1949 Praha), byl český akademický malíř.

## Život
Narodil se v Praze v početné rodině obchodníka Aloise Stuchlíka a jeho ženy Amélie roz. Lautenschlagerové. Vyrůstal se třemi bratry, starším Alexisem (*1875) a mladšími Vladimírem (*1880), Otakarem (*1882) a se sestrou Zdeňkou (*1887), která byla nejmladší. Po absolvování základního vzdělání studoval na gymnáziu, které roku 1895 ukončil maturitou. Jelikož od raného mládí rád a obstojně kreslil, navštěvoval zprvu soukromé lekce u malířů V. Jansy a A. Slavíčka. K dalšímu studiu nastoupil v roce 1904 na Českém vysokém učení technickém v Praze, kde absolvoval pouze dva semestry.
V roce 1905 nastoupil ke studiu na pražskou malířskou akademii, kde zprvu navštěvoval všeobecnou školu u profesora B. Roubalíka a od roku 1907 speciální školu u prof. H. Schwaigera, kde setrval do roku 1909. V jeho uměleckých začátcích tíhl spíše ke krajinářství, ale postupem času se přeorientoval i díky svému profesoru Schwaigerovi k malbě portrétů, v čemž byl vynikají.
Constantin Stuchlík se oženil s vdovou Annou hraběnkou Dobřenskou roz. Kolovrat-Krakovskou (1865-1934) a díky jejím stykům v aristokritických kruzích, portrétoval některé členy těchto rodů, mezi nimiž byli např. Clam-Gallasové, Lobkovicové, Kinští a Sternbergové. Příbuzenství jej též pojilo s obchodníkem Vladimírem Neffem (*1881) a portrétoval i krom jiných např. československého diplomata Vojtěcha Mastného.
Byl dlouholetým členem Jednoty umělců výtvarných, žil převážně v Praze, kde měl v Krakovské ulici č.12 i svůj ateliér. Malířova manželka Anna Stuchlíková zemřela 9. února 1934 v Rakousku na zámku Ort a následně byla pohřbena v Potštejně. On sám zemřel v Praze 14. dubna1949 a o následně byl pohřben na Olšanech.
Povaha, charakter a umělecká dráha Constantina Stuchlíka a jeho bratra Alexise poskytly Stuchlíkovu synovci, spisovateli Vladimíru Neffovi mladšímu, inspiraci k postavě Theodora Nedobyla, vystupující v jeho románech Zlá krev, Veselá vdova a Královský vozataj.

## Výstavy

### Kolektivní
- 1915 Výstava českých výtvarníků, Obecní dům - výstavní sály, Praha
- 1924 Výstava obrazů z Potštýna a okolí, Topičův salon, Praha
  - XXXVII. řádná jarní výstava Jednoty umělců výtvarných v Praze se souborem prací Stanislava Lolka k jeho padesátinám, Obecní dům - výstavní sály, Praha
- 2008/2009 Bytosti odnikud: Metamorfózy akademických principů v malbě 1. poloviny 20. století, Městská knihovna Praha, Praha
- 2009 Bytosti odnikud: Metamorfózy akademických principů v malbě 1. poloviny 20. století, Uměleckoprůmyslové muzeum, Brno

## Galerie

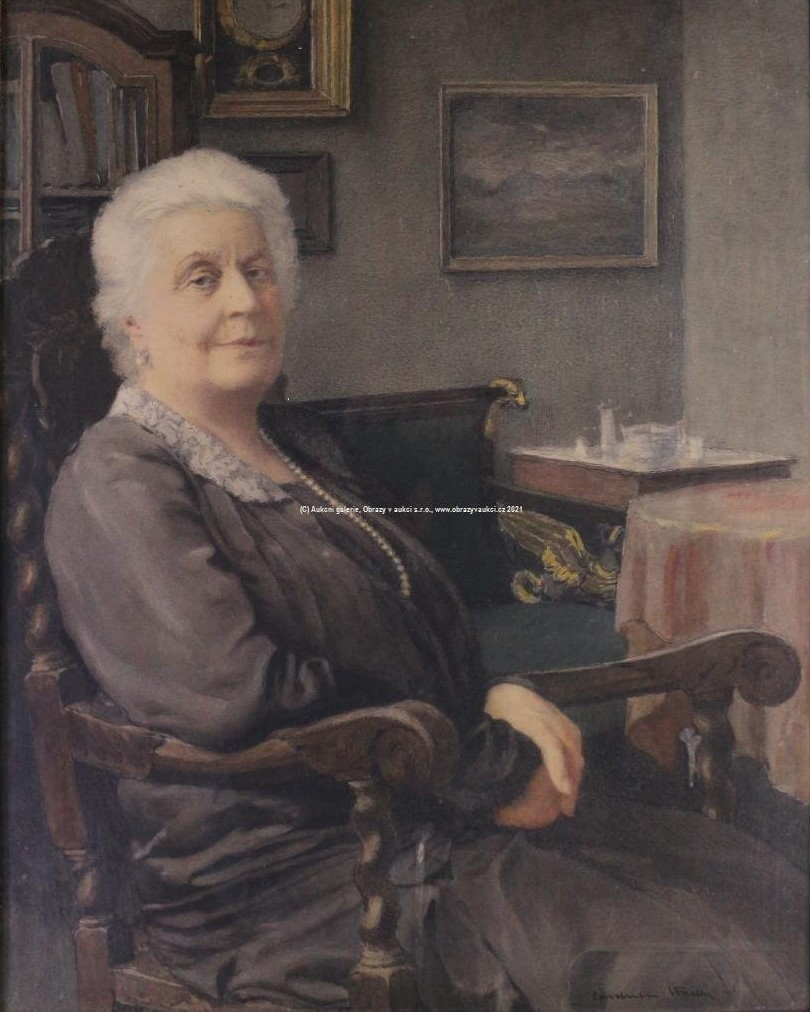
Dáma v křesle (olej na plátně)
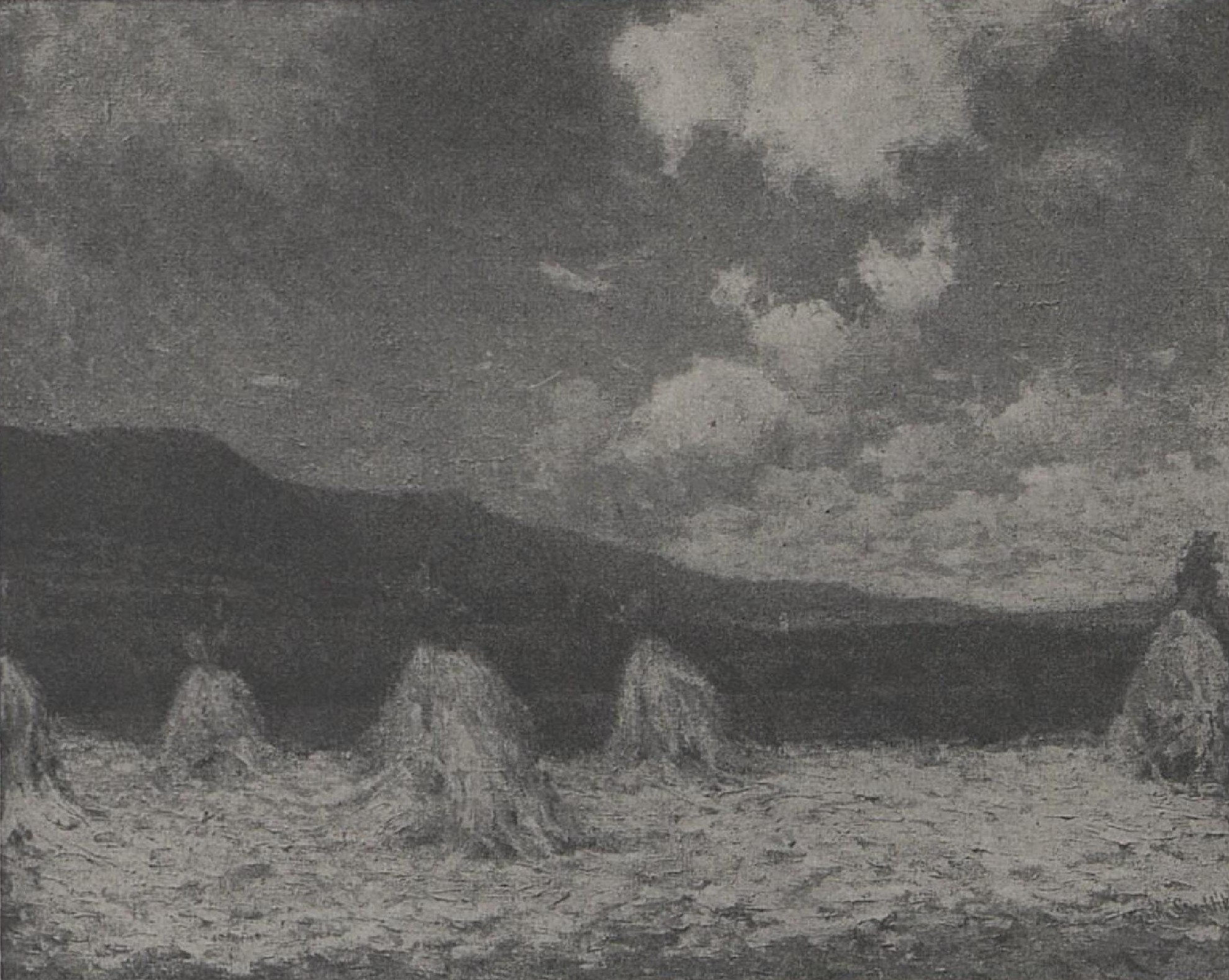
Z Potštýna
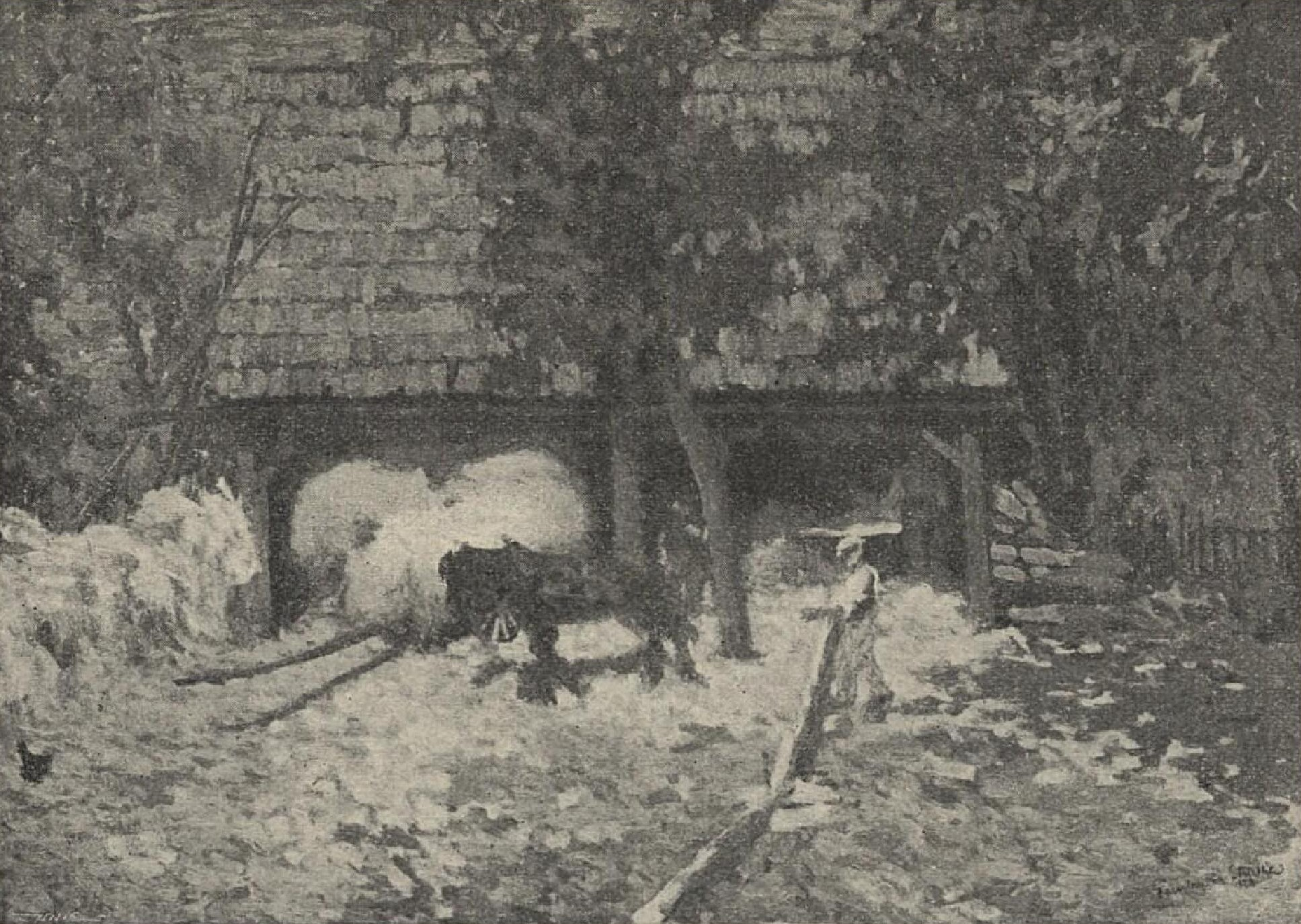
Za stodolou
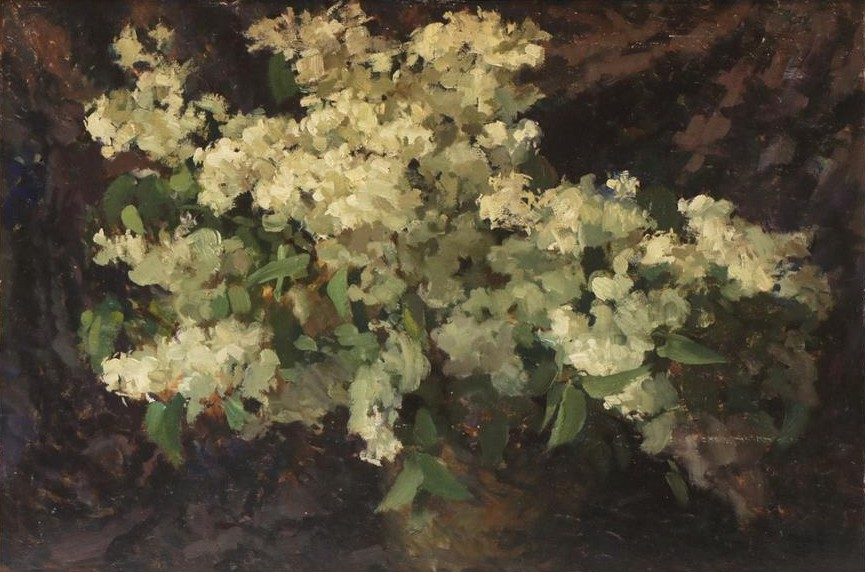
Květinové zátiší ve váze
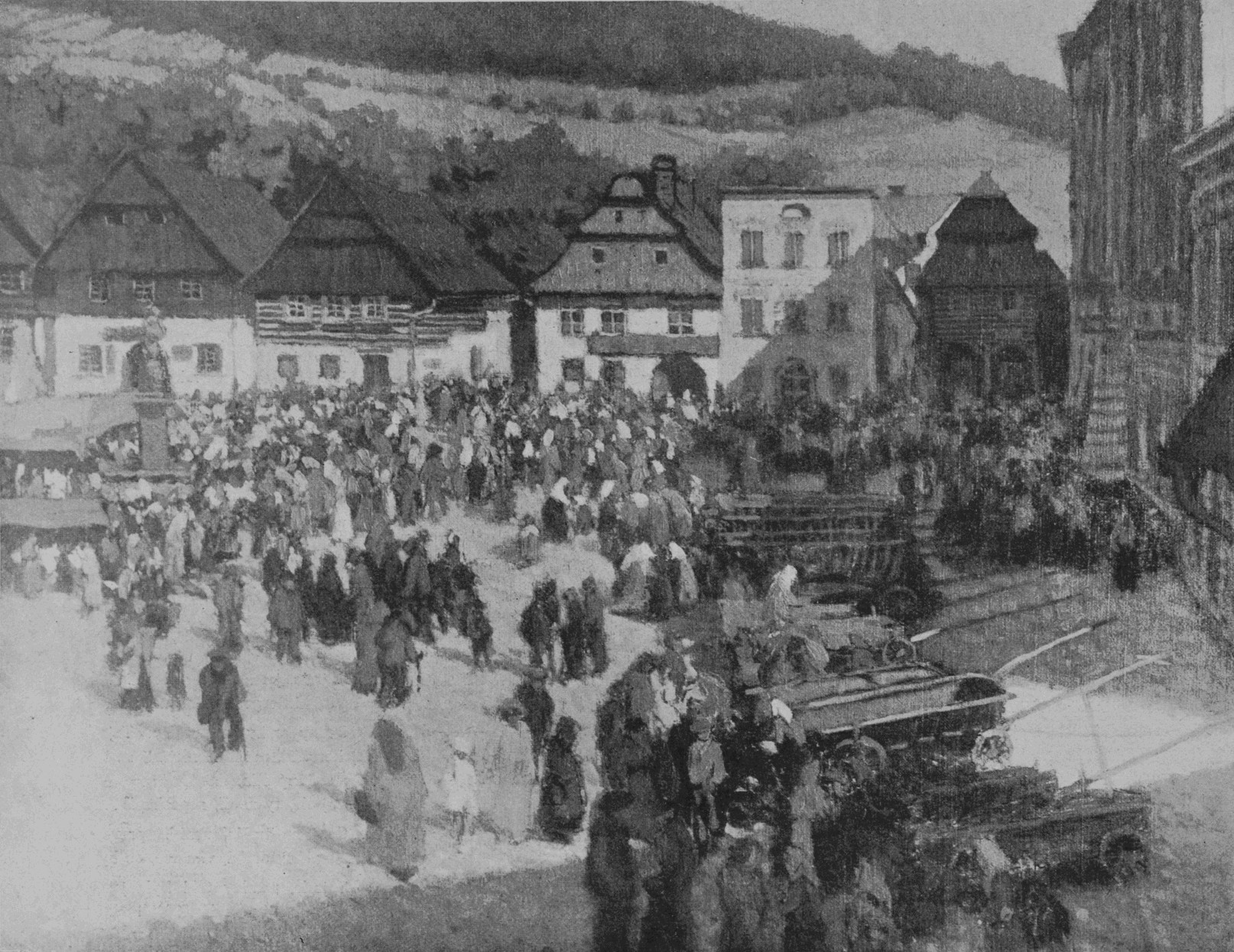
Trh v městečku
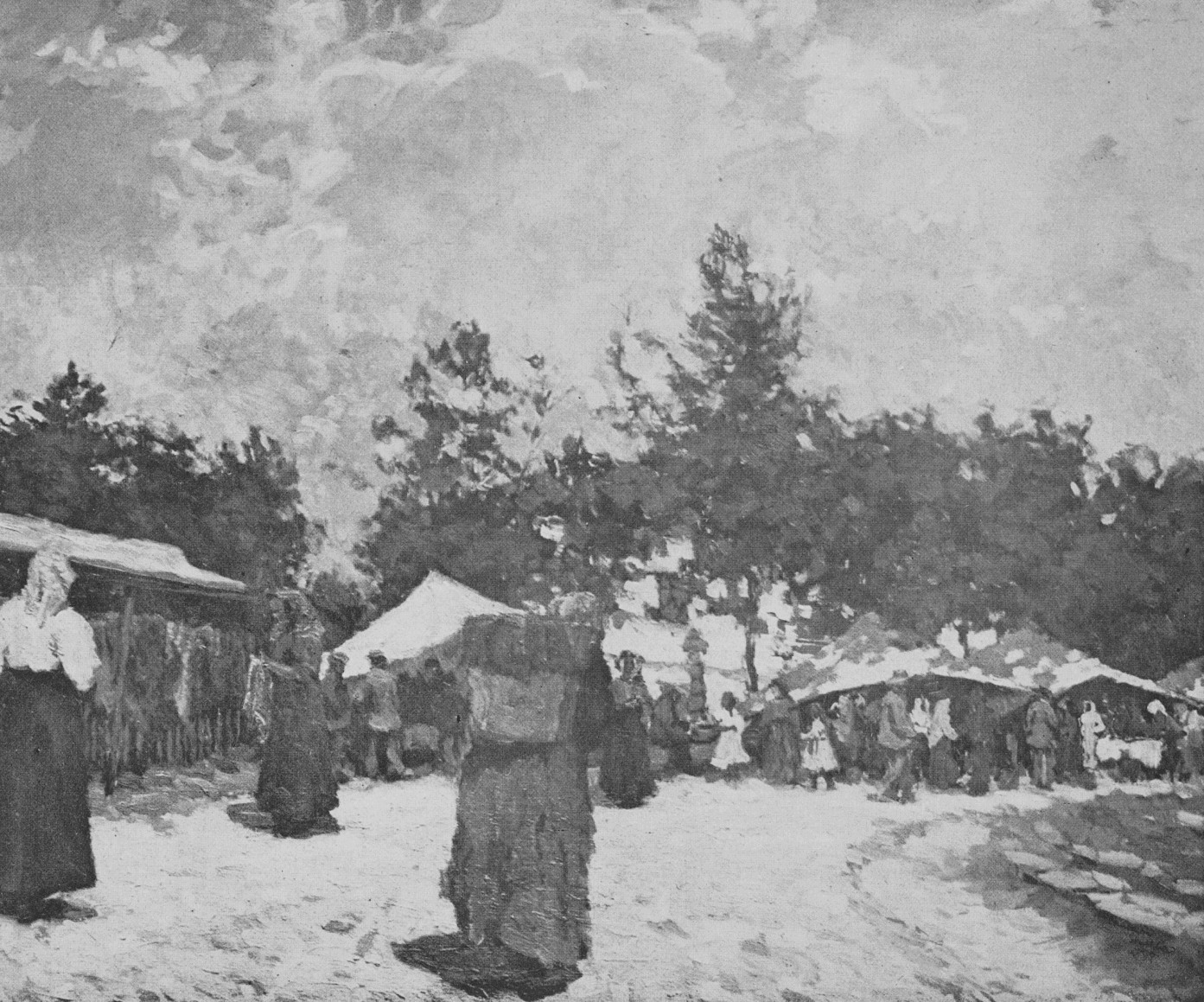
O pouti v Podštýně
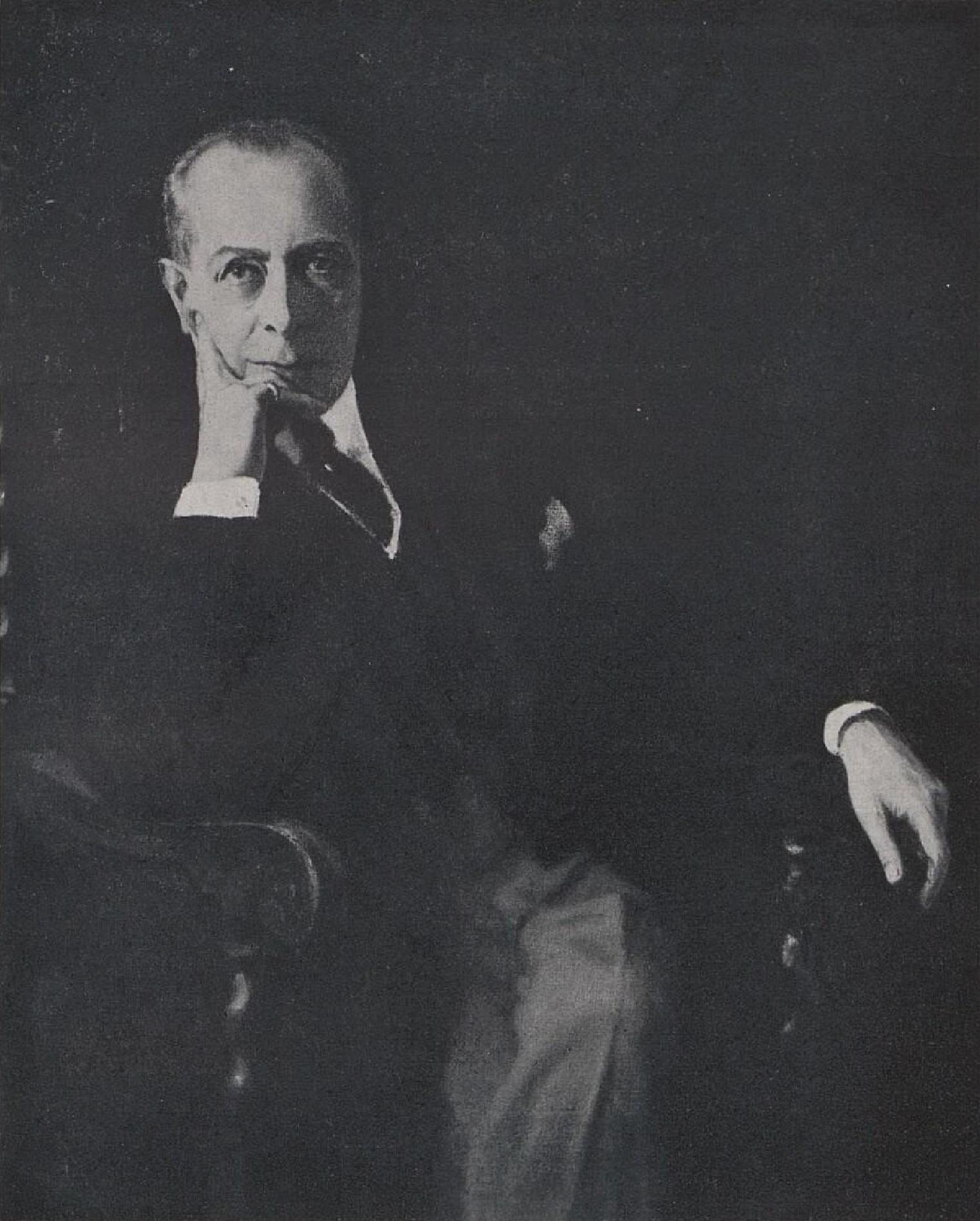
portrét českost. vyslance v Římě Dr. Václava Mastného